# 台湾糖業博物館 (台南)
台湾糖業博物館 (traditional Chinese: 台灣糖業博物館; simplified Chinese: 台湾糖业博物馆; pinyin: Táiwān Tángyè Bówùguǎn) は台湾台南市東区にある製糖業に関する博物館である。

## アクセス
この博物館は、台湾鉄路管理局の台南駅から南に約3.6km離れている。